# 莫特拉庫村
莫特拉庫村（波斯語：مطلاكوه,罗马化：Moţlā Kūh），是伊朗吉兰省阿姆拉什县兰库区科吉德鄉的村。2006年人口普查顯示該村人口为43人，分布在14个家庭中。